# پاتری ادیشن (اوهایو)
پاتری ادیشن (به انگلیسی: Pottery Addition) یک منطقهٔ مسکونی در ایالات متحده آمریکا است که در اوهایو واقع شده‌است. پاتری ادیشن ۲۹۳ نفر جمعیت دارد و ۲۰۹٫۱ متر بالاتر از سطح دریا واقع شده‌است.